# 特朗尚山
65°14′S 64°5′W / 65.233°S 64.083°W
特朗尚山（Mount Tranchant），是南極洲的山峰，位於葛拉漢地西岸的丹科海岸，位处威金斯冰川終點南面，由讓-巴蒂斯特·夏古率領的法國探險隊繪入地圖，現時由南極條約體系管理。